# Батраховые
Батраховые, или рыбы-жабы (лат. Batrachoididae), — семейство лучепёрых рыб, единственное в отряде батрахообразных, или жабообразных (Batrachoidiformes). Объединяет около 82 видов рыб в 23 родах и четырёх подсемействах.
Главным образом морские, малоподвижные, типично донные или придонные прибрежные хищные рыбы, которые, как правило, достигают небольшого и среднего размера — 20—35 см, а самые крупные виды — не более 57 см в длину. Распространены в Тихом, Индийском и Атлантическом океанах. Населяют умеренные и тропические зоны морей от мелководного прибрежья до глубины нескольких сотен метров. Изредка могут заходить в солоноватые воды эстуариев и в устья рек, несколько видов являются пресноводными. Обитают среди камней и в зарослях водорослей. Обычно имеют тусклую окраску. Некоторые виды издают звуки с помощью плавательного пузыря и могут жить вне воды несколько часов.
Звуки, издаваемые этими рыбами, могут иметь самое разнообразное звучание, а также силу, порой превышающую 100 децибел. Среди подобных звуков, которые могут быть хорошо слышны человеческим ухом в тихую ночь с берега, различают протяжные и короткие низкие гудки, быстро повторяющийся стук, трещание, жужжание, ворчание и горловое рычание. У некоторых рыб на теле имеются многочисленные (более нескольких сотен) светящиеся органы — фотофоры. Среди рыб-жаб встречаются ядоносные виды, у которых ядовитые железы расположены в основаниях полых колючих лучей первого спинного плавника и шипа жаберной крышки. Укол такими колючками и шипами вызывает у человека очень болезненные проявления, но сила яда недостаточна для летального исхода.
Промыслового значения не имеют.

## Характеристика семейства
Тело с крупной широкой головой и сжатым с боков хвостом. Глаза расположены скорее на верху головы, чем по её бокам. Туловище, как правило, голое, лишь у некоторых видов оно покрыто мелкой циклоидной чешуёй. Рот большой, обрамлённый предчелюстной и верхнечелюстной костями. На челюстях имеются многочисленные острые зубы. Два спинных плавника: первый короткий, состоящий из 2—4 толстых колючек, второй плавник длинный. Грудные плавники широкие, веерообразные; в пазухе грудного плавника у некоторых видов имеется своеобразная пора (отверстие). Брюшные плавники расположены впереди грудных плавников, на горле, и содержат одну колючку и два или три мягких луча. Жаберная перепонка широко приращена к межжаберному промежутку и поддерживается шестью лучами. Имеются всего три пары жаберных дуг. Плавательный пузырь имеется. Пилорические придатки отсутствуют. В скелете грудного плавника имеются 4 или 5 радиалий. В скелете хвостового плавника верхние гипуралии имеют своеобразное «межпозвонковое» соединение с остальной частью скелета. Рёбра, верхнеушная и заднеушная кости отсутствуют.
В семействе батраховых в настоящее время выделяют 4 подсемейства, включая установленное в 2008 году самое большое подсемейство Halophryninae, выделенное из подсемейства Batrachoidinae.

### Подсемейство Batrachoidinae
В первом спинном плавнике 3 твёрдые (неполые) колючки. На крышечной кости имеется твёрдый шип, на подкрышечной кости — несколько твёрдых шипов. Ядовитых желез нет. Тело покрыто циклоидной чешуёй или голое. Фотофоров нет. Клыковидных зубов на челюстях нет. У основания брюшного плавника имеется или отсутствует аксиллярная железа. На боках тела обычно одна или три боковых линии и включает выделенное позднее подсемейство Halophryninae.
Распространены в Новом Свете у побережий обеих Америк;
24 вида в 6 родах:
- Род Amphichthys — Амфикты (2 вида)
- Род Batrachoides — Сапы (9 видов)
- Род Opsanus — Жабуны (5 видов)
- Род Potamobatrachus (1 вид)
- Род Sanopus (6 видов)
- Род Vladichthys (1 вид)

### Подсемейство Halophryninae
Распространены в Старом Свете у побережий, Африки, Европы, Южной Азии, а также Австралии;
32 вида в 13 родах:
- Род Allenbatrachus (3 вида)
- Род Austrobatrachus — Аустробатрахи (2 вида)
- Род Barchatus (2 вида)
- Род Batrachomoeus — Батрахомеусы (5 видов)
- Род Batrichthys — Батрихтисы (2 вида)
- Род Bifax (1 вид)
- Род Chatrabus — Хатрабы (3 вида)
- Род Colletteichthys (3 вида)
- Род Halobatrachus — Средиземноморские рыбы-жабы (1 вид)
- Род Halophryne — Галофрины (4 вида)
- Род Perulibatrachus (4 вида)
- Род Riekertia — Риекертии (1 вид)
- Род Triathalassothia (2 вида)

### Подсемейство Porichthyinae
В первом спинном плавнике 2 твёрдые (неполые) колючки. На крышечной кости имеется твёрдый шип. На подкрышечной кости нет шипов. Ядовитых желез нет. Тело голое. Фотофоры имеются или отсутствуют. Клыковидные зубы на челюстях есть. У основания брюшного плавника аксиллярная железа отсутствует. На боках тела имеется несколько боковых линий.
Распространены в восточной части Тихого океана и в западной части Атлантического океана;
15 видов в 2 родах:
- Род Aphos (1 вид)
- Род Porichthys — Рыбы-мичманы (14 видов)

### Подсемейство Thlassophryininae
В первом спинном плавнике 2 полые колючки. На крышечной кости имеется полый шип. На подкрышечной кости нет шипов. Ядовитые железы соединены с полыми колючками первого спинного плавника и с полым шипом на жаберной крышке, которые при уколе впрыскивают яд в мягкие ткани жертвы. Тело голое. Фотофоры отсутствуют. Клыковидных зубов на челюстях нет. На боках тела имеется одна боковая линия или боковые линии отсутствуют. В грудном плавнике 13—18 лучей.
Распространены в восточной части Тихого океана и в западной части Атлантического океана;
11 видов в 2 родах:
- Род Daector — Декторы (5 видов)
- Род Thalassophryne — Талассофрины (6 видов)